# Дмитрий Дюжев
Дмитрий Петрович Дюжев (на руски: Дмитрий Петрович Дюжев) е руски актьор. Дипломира се в ГИТИС през 1999 г. Снима се във видеоклипове. Играе в Московския художествен театър „А.П. Чехов“. Най-известен с ролята си на Космос в „сериала Бригада“ и има около 16 филма зад гърба си. Водещ е на рок фестивала Рок над Волга от 2010 до 2012 г. Участник е и в руското издание на „Форт Бояр“.

## Филмография
- Каникулы строгого режима / Ваканция при строг режим (2009)
- День победы (2006)
- Курьер из „Рая“ (2013)
- Истребители / Изтребители (2013)
- Rozygrysh / Розыгрыш / Шегата (2008)
- Мамы / Майки (2012)
- Антидурь / Антидрога (2007)
- Одесса-мама (2012)
- Вождь разнокожих (2012)
- Близкий враг (2010)
- Путешествие с домашними животными / Пътешествие с домашни животни (2007)
- Жмурки / Жмичка (2005)
- Гамлет ХХI век (2010)
- Беременный (2011)
- В името на Родината / Родина ждёт (2003)
- Дело было на Кубани (2011)
- Утомленные солнцем 2: Цитадель (2011)
- Утомленные солнцем 2 (2010)
- Москва, я люблю тебя! (2010)
- Саша Белый (2010)
- Тариф Новогодний (2008)
- Про Федота-стрельца, удалого молодца
- Мне не больно (2006)
- Кука (2007)
- Ostrov / Остров (2006)
- Brigada / Бригада (2002)